# Thyrocarpus
Thyrocarpus es un género de plantas con flores perteneciente a la familia Boraginaceae. Comprende tres especies descritas y aceptadas.

## Taxonomía
El género fue descrito por Henry Fletcher Hance y publicado en Annales des Sciences Naturelles; Botanique, série 4 18: 225. 1862.

## Especies aceptadas
A continuación se brinda un listado de las especies del género Thyrocarpus aceptadas hasta septiembre de 2013, ordenadas alfabéticamente. Para cada una se indica el nombre binomial seguido del autor, abreviado según las convenciones y usos.
- Thyrocarpus glochidiatus Maxim.
- Thyrocarpus sampsonii Hance